# ورالگاما
ورالگاما (به لاتین: Werellagama) یک منطقهٔ مسکونی در سری‌لانکا است که در استان مرکزی (سری‌لانکا) واقع شده‌است.